# MÁV 20 sorozat
A MÁV X. osztályú, később MÁV 20 sorozatú mozdonyai magyar B tengelyelrendezésű szertartályos gőzmozdonyok voltak. 1881 és 1884 között gyártotta a MÁV Gépgyár. Összesen 27 (?) db készült belőle.

## Története
Az osztrák-magyar monarchiában a többi közép-európai országgal egyidejűleg vetődött fel a gyér forgalmú mellékvonalak forgalmának gazdaságossága, pontosabban azok gazdaságtalanságának kérdése. A kérdést mindenütt azonos módszerekkel szándékoztak orvosolni: a személyforgalmat a teherforgalomtól különválasztani. A személyforgalom különválasztását az úgynevezett omnibuszvonatok (Omnibuszug, Train omnibus) közlekedtetésével kívánták megoldani.
Az első megoldást az Osztrák Északnyugati Vasút, németül Österreichische Nordwestbahn, ÖNWB), főinspektora, Anton Elbel mérnök javasolta.
Az első VIII. osztályú Elbel-féle poggyászteres mozdony forgalomba helyezését követően tapasztalt tengelyterhelési és forgalomtechnikai hiányosságok kiküszöbölésére a MÁV még 1880 folyamán megbízást adott az Elbel-féle mozdonyokat gyártó floridsdorfi mozdonygyárnak és a saját budapesti gépgyárának egy-egy olyan kétcsatlós szertartályos omnibuszvonati mozdonytípus megtervezésére és megépítésére, amelynek üzemköltsége és teljesítőképessége az Elbel mozdonyokénál nem kedvezőtlenebb, de tengelyterhelése lehetőleg nem haladja meg a 9 tonnát.
A budapesti gépgyár a felszólításra kidolgozta az E3 típusát, a későbbi 11-ik szerkezete amelyből kipróbálásra négy darabot gyártottak a MÁV részére. A MÁV X. osztályba sorolt 45-48 gyári számú „nullszéria” mozdonyok első, 189 pályaszámú példányát 1881. október 22-én, a negyedik, 192 pályaszámút december 1-jén vette át a vasút.
Az 1881-ben üzembe helyezett legelső szertartályos X. osztályú mozdonyokkal a rövid helyi-érdekű vonalak ingaforgalmát lebonyolító szerkocsis V. osztályú mozdonyokat váltották fel, mivel ingaforgalomban sokkal jobban megfeleltek. Az 1882-ben megnyitott 30,0 km hosszú Kiskőrös-Kalocsai és az 1883-ban a forgalomnak átadott 9,0 km hosszú Békésföldvár-Békési (ma Murony-Békés) vasúti vonalakon az üzemet már eredetileg X. osztályú mozdonyokkal vették fel. Majd később a Borovó-Vukovár-i, Mezőtúr-Túrkeve-i, Újszász-Jászapáti, Hidegkút-Tamási, Losonc-Gácsi stb. vonalak vontatási szolgálatát is ugyanilyen mozdonyok látták el, sőt a Budapest-Lajosmizsei 70,0 km hosszú helyiérdekű vonal könnyebb személyvonatainak továbbításához is felhasználták azokat.

### MÁV X
1881-ben a MÁV négy db ikergépes kismozdonyt építtetett a Budapesti Állami Gépgyárban melyeket 1882/83-ban további 18 követett Ezekből egy kompaundgép volt (a MÁV 568 /később5154, majd 20,022/ pályaszámú). Ez volt az első kompaundmozdony Magyarországon. A kompaund üzem a hozzáfűzött várakozásoknak (nagyobb teljesítőképesség, gazdaságosabb tüzelőanyag-fogyasztás) megfelelt, így a MÁV igazgatósága az 5149. számú mozdony kivételével az egész sorozatot átépítette.
A X. osztályú mozdonyokkal szerzett első üzemi tapasztalatok kedvező benyomást tettek a vasút szakembereire, így azokból további sorozatokat rendeltek. 1882 júliusban négy újabb mozdony kezdte meg a szolgálatot 50-53 gyári számokkal és 551-554 pályaszámokkal, ezeket 1883 január-februárban követték az 54-58 gyári számú, 555-559 pályaszámú mozdonyok Az 1882 december 5-én megnyitott Kiskőrös–Kalocsa vasútvonal forgalmának lebonyolításra ilyen X. osztályú mozdonyokat osztottak be. 1883 első félévében további kilenc mozdonyt szállított az államvasúti gépgyár 67-75 gyári számokkal, amelyeket a MÁV az 560-568 pálya-számokkal állított forgalomba. A mozdonyokat az 1883. november 17-én a forgalomnak átadott Békésföldvár–Békés vonalra, valamint a Borovo–Vukovár, Hidegkút–Tamási, Losonc–Gács, Mezőtúr–Túrkeve valamint az Újszász–Jászapáti vonalakra osztották be.
A Magyar királyi vasúti és hajózási főfelügyelőség a mozdonyt mindkét menetirányban 30 km/h legnagyobb sebességre engedélyezte, amit a főfelügyelőség egy negyed évszázaddal később, az 1906. évi 9603. számú rendeletével 40 km/h sebességre emelt.
A MÁV X. osztályú mozdonyai igen kiváló konstrukciónak bizonyultak és az ország szinte valamennyi részén teljesítettek szolgálatot. Az eredetileg omnibuszvonati mozdonynak szánt vontatójárművek korlátozott teljesítményük ellenére nem csak az eredeti rendeltetésüknek megfelelő szolgálatot teljesítettek, hanem a másodrangú vonalak univerzális kismozdonyaivá váltak
Közkedveltségüket a századfordulót követően, a gőzmotorkocsikkal versenyezve is megőrizték és a motorkocsiüzem gazdaságosságával kapcsolatos méréssorozatban 1906. május-júniusban a szolnoki honos 5154. pályaszámú X. osztályú mozdony szolgált Az összehasonlító vizsgálatok alapján a bizottság kedvezőbbnek ítélte a kis mozdonyok, az úgynevezett motor-pótló mozdonyok közlekedtetését gőzmotorkocsik helyett, ezért az osztály egy nagyobb mértékű átcsoportosítása keretében a kompaund szerkezetű X. osztályú mozdonyokat 1907-től gőzmotorkocsik menetrendjében is közlekedtették. 1911-ben a gőzmotorkocsi-korszak végén megjelent új kategória tagjaiként mint motorpótló mozdonyokat a 20 sorozatjellel és a 20,001-20,022 pályaszámokkal látták el azokat.
A szatmár-nagybányai vasúttól átvett két mozdonyt a MÁV 1901-1902-ben eladta. Az első világháború alatt öt mozdony eladtak, kettő a háború végén a Szerb-horvát- szlovén királyság vasútjához került (közülük a 20,019 pályaszámú mozdony 1918. november 13-án a baranyai Szentlőrinc állomáson esett a szerb megszálló csapatok zsákmányául). A maradék mozdonyokat a MÁV 1921-től kezdve 1929-ig fokozatosan selejtezte. Két mozdony amelyet már korábban eladtak a Kőbányai Iparvasútnak, túlélte a második világháborút is és 1954-ben a Zagyvapálfalvai Üveggyár iparvágányain teljesített szolgálatot.

### Szatmár–Nagybánya 1–3
Három hasonló omnibuszvonati mozdonyt vásárolt 1884-ben a Szatmár–Nagybánya helyi érdekű vasút (SzNbV). Az E41 típusú, 91-93 gyári számú mozdonyok az Aranyosmedgyes, Szinérváralja és Nagybánya nevekkel 1884 március havában teljesítették a műtanrendőri pró-ba feltételeit és a vasút 1884 július 7-én ezekkel indította meg a forgalmat 56 km hosszú vonalán. Az SzNbV X osztályú mozdonyai ugyanolyanok voltak, mint a MÁV mozdonyok, csupán széntartójuk volt azokénál valamivel nagyobb, bennük 1,5 m3 szén fért el. Az SzNbV mozdonyait 1890-ben átvette a MÁV és 1076-1078 pályaszámokkal sorolta be azokat, majd a következő évben, 1891-ben a pályaszámuk 5155-5157-re változott. Ezeket a mozdonyokat nem alakították át kompaund gépezetűvé, és ezért már korán, a századforduló idején eladták azokat más vasutaknak, vagy építési vállalkozóknak.

### MÉKV 300–301
Ugyanebből a típusból a Magyar Északkeleti Vasút, MÉKV két mozdonyt, a 300 és 301 pályaszámúakat vásárolt.
1889-ben a mozdonyok a Poprádvölgyi vasúthoz kerültek ahol az 1 és 2 pályaszámokat kapták 1893-ban a Kassa-Oderbergi Vasút vette át őket 501 és 502 pályaszámokon. Az 501 a KsOd államosításakor még kapott ČSD pályaszámot 200.200. Ezt 1927-ben selejtezték.

## Szerkezete

### Keret, futómű
A X. osztályú két csatolt kerékpárú kismozdony belső elrendezésű keretszerkezettel készült. Keretének főtartói 18 mm vastagok és az oldalirányú erőhatásokkal szemben kellő szilárdságúak. A mozdony két tengelye közül az első – a kapcsolt-tengely – a hengeres hosszkazánt az első kazánöv alatt, a második – a hajtó-tengely – a tűzszekrényt támasztja alá. Bár a gőzhengerek az első tengely elé vannak a keret elejére felszerelve, 2400 mm hosszú merev tengelytávolsága a mozdony nyugodt járását biztosítja. .
A keret főtartói között és a hajtótengely előtt és mögött, elhelyezett víztartályainak űrtartalma eredetileg 2,25 m3 volt, később azonban a főműhely a futóhidakra fektetett póttartányokkal a vízkészletet 2815 literre egészítette ki. Széntartójának űrtartalma 0,76 m3, ami kb. 700 kg hazai szenet fogad be. A X. osztályú mozdony kiszerelt szolgálatkész tömege 18,36 t volt,
A X. osztályú mozdony kerekeinek átmérője 850 mm és engedélyezett legnagyobb sebessége óránként 30 km

### Kazán
A gőzkazán rostélyfelülete 0,69, vízzel érintett fűtőfelülete 31,3 m2; engedélyezett gőznyomása 12 atm és teljesítménye hazai szenekkel 91-92, hétszeres elgőzölögtetésű külföldi szenekkel ~125 lóerő. A gőzkazán porosz, illetve Becker-rendszerű állókazán-szerkezettel készült és a tűzszekrény mennyezetét 24 darab nem dilatáló mennyezetcsavar tartja. A homoktartályt a hengerkazán első kazánöve fölé helyezték, a másodikra pedig a gőzdómot szerelték. Füstszekrényének belső hosszúsága 530 mm, felső részen a Prüssmann-rendszerű kéménnyel, belsejében pedig a szikrafogó berendezéssel.

### Gépezet
Gőzhengereinek átmérője 220, dugattyúinak lökete 400 mm. Vezérműve keresztezett Allan-Trick-rendszerű. 1883-ban az Állami Gépgyár egy X. osztályú mozdonyt -  az 5154. számút – teljesítőképességének fokozása és üzemének gazdaságosabbá tétele céljából kompaund-rendszerűvé épített át. Ez volt a MÁV legelső ilyen rendszerű mozdonya s egyúttal az Állami Gépgyár első kompaund mozdonyszerkezete. A X. osztályú mozdonyok áttervezésénél a kazán 12 atm.-ás gőznyomását változatlanul hagyták, ugyanígy megmaradt a nagynyomású gőzhenger 220 mm-es átmérője is. A kisnyomású henger méretét 330 mm-re növelték. A X. osztályú kompaund mozdony gőzkazánja hazai szenekkel 105-108 lóerőt teljesített az eredeti 91-92 lóerővel szemben. Vezérművének rendszerét szintén nem változtatták meg, azaz meg-maradt az eredeti Allan-Trick verérlés. A két gőzhengerek  térfogatviszonyának megfelelő töltéskülönbözeteket a kétoldali vezérmű alkatrészeinek méretkülönbségeivel biztosították. Az  indításának megkönnyítésére indító vezetéket ágaztattak le, amin keresztül indításkor közvetlen friss gőzt lehet bocsátani a kisnyomású henger tolattyúszekrényébe. A friss gőz visszaáramlását visszacsapó-szeleppel akadályozzák meg,